# Орлик, Эмиль
Эмиль Орлик (чеш. Emil Orlík; 21 июля 1870, Прага — 28 сентября 1932, Берлин) — чешский художник, график, фотограф и художник-прикладник.

## Биография
Эмиль Орлик родился в Праге в 1870 году. Был сыном портного. Сначала изучал искусство в частной художественной школе Генриха Нирра, где одним из его одноклассников был Пауль Клее. С 1891 года он учился в Мюнхенской академии у Вильгельма Линденшмита. Позже он изучил гравюру у Иоганна Леонгарда Рааба.
Орлик входил в Венский сецессион и был известен в первую очередь как художник-портретист.
С 1905 года и до своей смерти Эмиль Орлик вёл в учебном заведении при берлинском Музее декоративно-прикладного искусства, а с 1924 года — в Объединённых государственных школах свободного и прикладного искусства класс оформления книги. В это время им были написаны портреты Эрнста Барлаха, Ловиса Коринта, Отто Дикса, Кете Кольвиц, Франца Верфеля, Рудольфа Штейнера, Томаса Манна, Альберта Эйнштейна и Альфреда Дёблина. Вместе с Максом Рейнхардтом Эмиль Орлик работал над декорациями и костюмами для его спектаклей.
После поездки в Японию Орлик создал работы, вдохновлённые цветной ксилографией, и в этой связи Орлика относят к художникам японизма. Кроме Японии Орлик побывал в Китае, России и Египте.
В 1917—1918 годах Орлик принимал участие в переговорах по заключению Брест-Литовского мира в качестве официального художника.
Одно из произведений Орлика исподволь посодействовало приёму Зигмунда Фрейда в круг венских профессоров в 1902 году.